# Systematischer Internalisierer
Ein systematischer Internalisierer ist ein mit der Richtlinie 2004/39/EG über Märkte für Finanzinstrumente (Finanzmarktrichtlinie) in der Europäischen Union neu eingeführter Begriff für bestimmte Wertpapierdienstleister. Gemäß Artikel 4 der Finanzmarktrichtlinie bezeichnet der Begriff ein Wertpapierdienstleistungsunternehmen, das regelmäßig und in organisierter und systematischer Weise Handel für eigene Rechnung durch Ausführung von Kundenaufträgen treibt. Handel für eigene Rechnung bedeutet, dass unter Einsatz des eigenen Kapitals mit Finanzinstrumenten gehandelt wird. Der Handel eines systematischen Internalisierers findet außerhalb eines organisierten Marktes oder eines multilateralen Handelssystems statt.
Der Begriff des systematischen Internalisierers wurde mit dem Finanzmarktrichtlinie-Umsetzungsgesetz, das am 1. November 2007 in Kraft getreten ist, in das Wertpapierhandelsgesetz (WpHG) eingeführt. In dem § 79 WpHG (§ 32 WpHG aF) und in der Durchführungsverordnung (MiFIR) zur Finanzmarktrichtlinie (MiFID) werden die Pflichten für die systematische Internalisierung in Aktien und Aktien vertretenden Zertifikaten festgesetzt. Die systematische Internalisierung in anderen Finanzinstrumenten ist nicht reguliert.
Das die systematische Internalisierung betreibende Wertpapierdienstleistungsunternehmen stellt sich als Handelspartner zur Ausführung von Aufträgen in Finanzinstrumenten zur Verfügung. Sofern es sich um Aktien (oder Aktien vertretende Zertifikate) handelt, verpflichtet es sich, regelmäßig und kontinuierlich für die angebotenen Aktiengattungen verbindliche Kauf- und Verkaufsangebote (sogenannte Quotes) zu veröffentlichen. Wenn ein Dritter zu dem angebotenen Quote kaufen oder verkaufen möchte, wird dieser Vorgang gegen den eigenen Bestand des systematischen Internalisierers gebucht.
Neben der Börse und dem multilateralen Handelssystem ist die systematische Internalisierung also eine dritte Möglichkeit zur Ausführung von Kauf- oder Verkaufsaufträgen in Finanzinstrumenten.
Geschäfte in Aktien oder Aktien vertretenden Zertifikaten sind unverzüglich nach ihrer Ausführung zu veröffentlichen (§ 53 WpHG, § 31h WpHG aF).